# 시몬 키에르
시몬 토루프 키에르(덴마크어: Simon Thorup Kjær 시몬 토루프 키예르[*], 1989년 3월 26일 ~ )는 덴마크의 전 축구 선수로, 과거 포지션은 센터백이었다.

## 축구인 경력

### 선수 경력
호르센스에서 태어나 지역의 작은 축구 클럽에서 축구를 시작하였으며 2004년 FC 미트윌란의 유소년 팀에 입단하였다. 2006년 4월엔 프랑스에서 열린 유소년 클럽 대회에서 뛰어난 활약을 펼쳐 최우수 선수로 선정되었으며 프랑스 클럽 릴로부터 입단 제의를 받기도 하였다. 2007년 1월 성인 팀으로 승격되어 활약하였고 8월엔 레알 마드리드 입단 테스트를 성공적으로 끝마쳤으나 소속 팀인 미트윌란이 키예르의 이적을 거부하여 무산되었다.
2008년 2월 US 팔레르모로의 이적이 확정되었다. 그 해 7월 팔레르모 공식적으로 입단하였으며 2008년 10월 6일 피오렌티나와의 경기에서 데뷔전을 치렀다. 데뷔 경기에서 팀은 패배하였으나 인상적인 활약을 펼친 키예르는 주전 경쟁을 이겨내고 2008-09 시즌 리그 27경기에 출전하였다. 이러한 활약을 바탕으로 2009년 니클라스 벤트네르를 제치고 덴마크 올해의 유망주에 선정되기도 하였다. 남아공 월드컵이 종료된 후 팔레르모는 키예르를 비싼 값에 이적시키기를 원하였다. 맨체스터 유나이티드, 맨체스터 시티, 유벤투스, 볼프스부르크 등과 링크된 키예르는 볼프스부르크로의 이적에 합의하였다.
볼프스부르크에서의 첫 시즌엔 리그 32경기에 출전하며 주전으로 활약하였으나 신임 감독 펠릭스 마가트의 신임을 얻는 데 실패해 두 번째 시즌 초반 전반기 3경기 출전에 그치자 이적을 모색하였다.
2012년 1월 AS 로마로 임대 이적하였고, 그 후 2013년에 릴 OSC로 이적하였다.

## 같이 보기
- A매치 100경기 이상 출전한 축구 선수 명단